# لاتاشا بایارز
لاتاشا بایارز (انگلیسی: Latasha Byears؛ زادهٔ ۱۲ اوت ۱۹۷۳) بازیکن بسکتبال اهل ایالات متحده آمریکا است.